# 4637 Odorico
4637 Odorico је астероид главног астероидног појаса чија средња удаљеност од Сунца износи 2,431 астрономских јединица (АЈ).
Апсолутна магнитуда астероида је 13,1.